# (500199) 2012 HQ6
(500199) 2012 HQ6 es un asteroide perteneciente al cinturón de asteroides, descubierto el 6 de enero de 2012 por el equipo del Pan-STARRS desde el Observatorio de Haleakala, Hawái, Estados Unidos.

## Designación y nombre
Designado provisionalmente como 2012 HQ6.

## Características orbitales
2012 HQ6 está situado a una distancia media del Sol de 2,589 ua, pudiendo alejarse hasta 3,171 ua y acercarse hasta 2,007 ua. Su excentricidad es 0,224 y la inclinación orbital 17,05 grados. Emplea 1521,93 días en completar una órbita alrededor del Sol.
Los próximos acercamientos a la órbita de Júpiter se producirán el 7 de noviembre de 2034, el 24 de septiembre de 2047 y el 6 de abril de 2118, entre otros.

## Características físicas
La magnitud absoluta de 2012 HQ6 es 17,5.